# ساتورو اينو
ساتورو اينو (باليابانية: 井上悟؛ بالكانا: いのうえ さとる) هو منافس ألعاب قوى ياباني، ولد في 21 يوليو 1971 في أوساكا في اليابان.

## وصلات خارجية
- ساتورو اينو على موقع الاتحاد الدولي لألعاب القوى (الإنجليزية)
- ساتورو اينو على موقع أوليمبيديا (الإنجليزية)